# HQ9+
HQ9+ ist eine Parodie auf esoterische Programmiersprachen, die selbst nicht Turing-vollständig ist, da weder bedingte Anweisungen noch Schleifen möglich sind. Entwickelt wurde HQ9+ vom späteren Google-Mitarbeiter Cliff L. Biffle, der daneben auch die Turing-vollständigen esoterischen Programmiersprachen 4DL sowie Beatnik schuf, in denen Quelltexte als Hyperwürfel bzw. nach den Scrabble-Regeln zu bewertende Texte notiert werden müssen.
Biffle entwickelte mit HQ9+ eine Sprache, mit der in Programmierkursen häufig gestellte Aufgaben trivial gelöst werden können. Hallo-Welt-Programme etwa dienen dem Kennenlernen grundlegender syntaktischer Elemente einer Programmiersprache und Zählreime dem Kennenlernen von Schleifen. Die Entwicklung eines Quines dient als Indiz für die Turing-Vollständigkeit einer Sprache. HQ9+ führt diese Aufgaben ad absurdum, indem es nicht nur eigene Befehle dafür einführt, sondern den Sprachumfang darauf beschränkt.
Das Prinzip der Trivialisierung setzt sich in der objektorientierten Variante HQ9++ von David Morgan-Mar fort, bei der Objekte erstellt werden können, die, wie auch der Zähler, keine Funktion erfüllen können. HQ9+- von Ivan Zaigralin erweitert die Sprache nochmals um einen Operator zur Qualitätskontrolle, der Syntax- und verschiedene Laufzeitfehler auslöst und so das Verhalten des Interpreters oder (Trans-)Compilers in diesen Fällen testet.

## Befehlssatz
Jedes Zeichen im Namen steht für einen der verfügbaren Befehle der Sprache:
| H | Gibt den Text „Hello World!“ aus.                                              |
| Q | Gibt den eigenen Quelltext aus und ahmt damit das Verhalten eines Quines nach. |
| 9 | Gibt den Liedtext von „99 Bottles of Beer on the Wall“ aus.                    |
| + | Erhöht den Akkumulator um eins.                                                |

## Beispiele
| Eingabe | Ausgabe         |
| ------- | --------------- |
| H       | Hello world!    |
| HQ      | Hello world! HQ |
| QQQQ    | QQQQ            |
| Q+Q+Q   | Q+Q+Q           |